# Hirschhorn (Wurmannsquick)
Hirschhorn ist ein Gemeindeteil des Marktes Wurmannsquick im niederbayerischen Landkreis Rottal-Inn.

## Lage
Das Pfarrdorf Hirschhorn liegt am Geratskirchener Bach, einem südlichen Zufluss der Rott, an der B 588 zwischen Mitterskirchen und Eggenfelden etwa eineinhalb Kilometer nordwestlich von Wurmannsquick.

## Geschichte
Hirzar wird erstmals urkundlich in der Notitia Arnonis aus dem Jahre 790 erwähnt. Es gehörte damals zum Hochstift Salzburg. Die Hofmark war im 12./13. Jahrhundert Ministerialbesitz der Grafen von Ortenburg. Die Urpfarrei Hirschhorn war von 1256 bis 1803 dem Kollegiatstift Altötting inkorporiert.
Besitzer der Hofmark waren 1165 Walchonus de Hirzar und 1339 Erhart Hirssoraer. Durch Heirat kam  Hirschhorn 1434 in den Besitz der von Closen. Ende des 15. Jahrhunderts erhielten es die verwandten Zenger zugesprochen, bis es 1542/43 Hanns Christoph Closen durch Verträge mit dem Hochstift Regensburg und den Zengerschen Erben erhielt.
In der Liste der bayerischen Freiheitskämpfer im Unterland der Bayerischen Volkserhebung von 1705/1706 wird der „Würth von Hürsching“ (vermutlich Hirschhorn) genannt. Dabei handelt es sich wahrscheinlich um Georg Roßhuber, der in den Sterbematrikeln der Pfarrei als alter Wirt von Hirschhorn bezeichnet wird. Er verstarb am 15. März 1731 mit 70 Jahren.
Bis 1780 blieb Hirschhorn im Besitz der von Closen, die hier ein Schloss besaßen. Nach dem Tod Georg Cajetans Graf von Closen zu Gern erhielt seine Tochter Maria Anna, verehelichte Freiin von Ingenheim, nach Erbvergleich Hirschhorn. Am 5. März 1833 verzichtete die Freiin von Ow, geborene Freiin von Ingenheim, auf die Patrimonialgerichtsbarkeit zugunsten des bayrischen Staates.
1818 entstand die Gemeinde Hirschhorn. Mit der Gebietsreform hörte sie 1971 zu bestehen auf. Der größte Teil kam am 1. Januar 1972 zum Markt Wurmannsquick, ein kleinerer Teil zu Mitterskirchen.
Die frühere Schule diente als Jugend- und Vereinsheim, ist inzwischen aber abgerissen und nun ein Parkplatz. 1993 feierte die Pfarrei Hirschhorn das 1200-jährige Bestehen. Der frühere Pfarrhof wurde in ein Wohnhaus umgewandelt, hier wohnt der Pfarrvikar sowie die Mutter-Kind-Gruppe und die Landjugend sind hier untergebracht, und in der früheren Pfarrökonomie aus dem 16. Jahrhundert befindet sich das Heimathaus das vom Heimatverein Hirschhorn - Hammersbach betreut wird.

## Sehenswürdigkeiten
- Bedeutendstes Bauwerk ist die Pfarrkirche St. Rupertus. Der unverputzte Ziegelbau ist eine spätgotische Anlage des 15. Jahrhunderts. Im 19. Jahrhundert wurde das Langhaus erhöht und neu gedeckt. Der stattliche Turm stammt aus der Erbauungszeit. Der Chor und das südliche Seitenschiff besitzen ein Netzrippengewölbe. Zu der weitgehend modernen Ausstattung gehören eine Pietà aus dem frühen 16. Jahrhundert sowie barocke Figuren der Heiligen Martin, Rupert und Jakobus. Über dem südlichen Portal befindet sich ein barocker Gnadenstuhl. Auf dem Altarblatt des ehemaligen Hochaltares wird die Taufe des bayerischen Herzogs Theodo II. durch den Kirchenpatron Rupert von Salzburg dargestellt (um 1700).
- Das ehemalige Schloss wurde im 16. Jahrhundert erbaut und im 18. Jahrhundert umgestaltet.

## Vereine
- Heimatverein Hirschhorn - Hammersbach
- Verein „Für Kinder“ Hirschhorn
- KSV Hirschhorn
- Kath. Landjugend Hirschhorn
- Verein für Frauen Hirschhorn
- Stockschützen Hirschhorn
- VdK Hirschhorn
- Freiwillige Feuerwehr Hirschhorn
- Caritas-Ortsverband Hirschhorn